# De Havilland DH.86 Express
El De Havilland DH.86 Express fue un aeroplano cuatrimotor diseñado para el transporte de pasajeros, fabricado en los años 1930 por la firma británica de Havilland Aircraft Company.

## Diseño y desarrollo

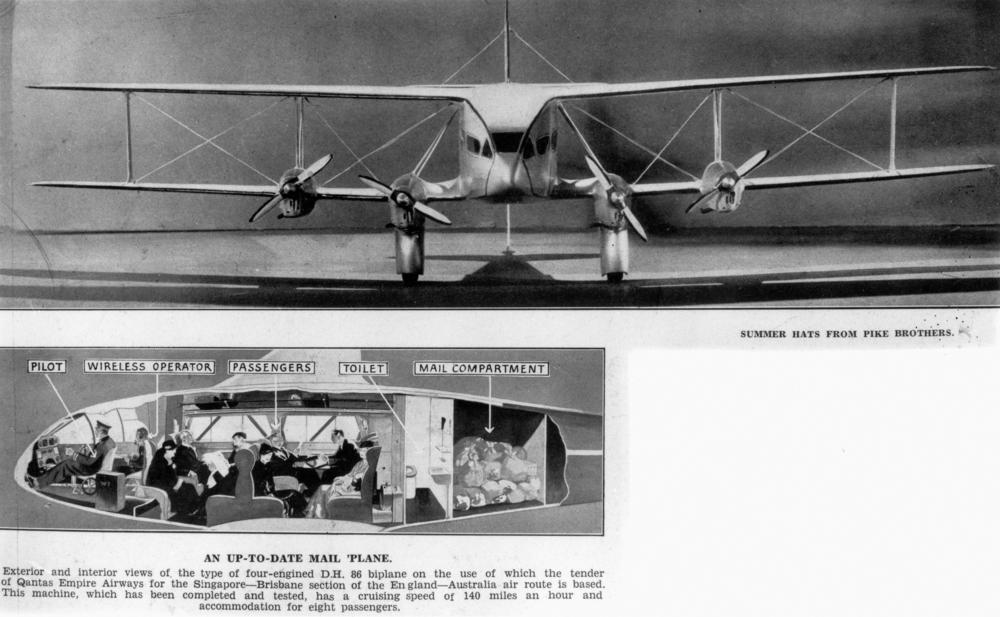
Frente y sección de un De Havilland DH.86 Express de Qantas Empire Airways.

Durante 1933, las conversaciones entre los Gobiernos del Reino Unido, India, los Estados Federados de Malasia, los Asentamientos del Estrecho y Australia resultaron en un acuerdo por el que se establecía el Servicio Imperial de Correo Aéreo. El 22 de septiembre de 1933, el Gobierno australiano decidió sacar a concurso público la explotación de las rutas entre Singapur y Australia, las cuales después serían prolongadas hasta la isla de Tasmania. Al día siguiente, Qantas, anticipándose a la adjudicación del servicio Singapur-Brisbane, realizó un encargo de varios aviones De Havilland todavía sin diseñar del conocido como De Havilland DH.86, cuyo prototipo obtuvo su certificado de aptitud de vuelo el 30 de enero de 1934, sólo cuatro meses después de que se hubiera comenzado a trabajar en el proyecto. A este pedido pronto le siguió otro de Holyman Airways Pty. Ltd. de Tasmania, que pretendía obtener la concesión de la ruta a través del estrecho de Bass.
El DH.86 fue concebido inicialmente como una transformación cuatrimotor del De Havilland Dragon con un aspecto más aerodinámico, alas en cuña y mayor proporción de componentes metálicos. Como planta motriz se escogió el hasta entonces propulsor más potente fabricado por De Havilland, el Gipsy Six de 149 kW (200 hp). En los vuelos de largo alcance, el avión estaría tripulado por un solo piloto y un operador de radio. La capacidad máxima era de diez pasajeros en la versión de largo alcance, y de doce en la de corto alcance.
El prototipo del DH.86 voló por primera vez el 14 de enero de 1934 en Stag Lane, con Hubert Broad a los mandos, mientras que las pruebas de certificación se realizaron en Martlesham. El prototipo y dos aviones idénticos a él fueron equipados para operar con un solo piloto. El último fue utilizado a partir del 21 de agosto de 1934 por Railway Air Services en la nueva ruta Croydon-Birmingham-Mánchester-Belfast-Glasgow. Sin embargo, Lester Brain, representante de QANTAS, rechazó de pleno el proyecto por contar con un solo piloto, alegando que no sería seguro a causa de la fatiga en vuelos demasiado largos. Como respuesta, De Havilland rediseñó la cabina de mando para alojar a dos pilotos, y en agosto de 1934 el prototipo resurgió de la fábrica de Stag Lane con un morro más ancho y más largo que ofrecía dicha posibilidad. Solamente fueron construidas cuatro unidades del DH.86 de un solo piloto, y todas ellas fueron reformadas. Cuando la primera unidad fabricada entró en servicio en octubre de 1934, el DH.86 Miss Hobart de Holyman Airways, se convirtió en el avión británico de pasajeros en operación más veloz del mundo. A pesar de las predicciones contrarias de la compañía, la versión de dos pilotos y morro alargado resultó ser aún más rápida.
Investigaciones realizadas en 1936 a raíz de una serie de fatales accidentes terminaron por detener la producción durante un tiempo. Durante este intervalo se realizaron variaciones en su diseño para obtener una mayor estabilidad lateral. Estos nuevos modelos fueron designados DH.86B.

## Historia operacional

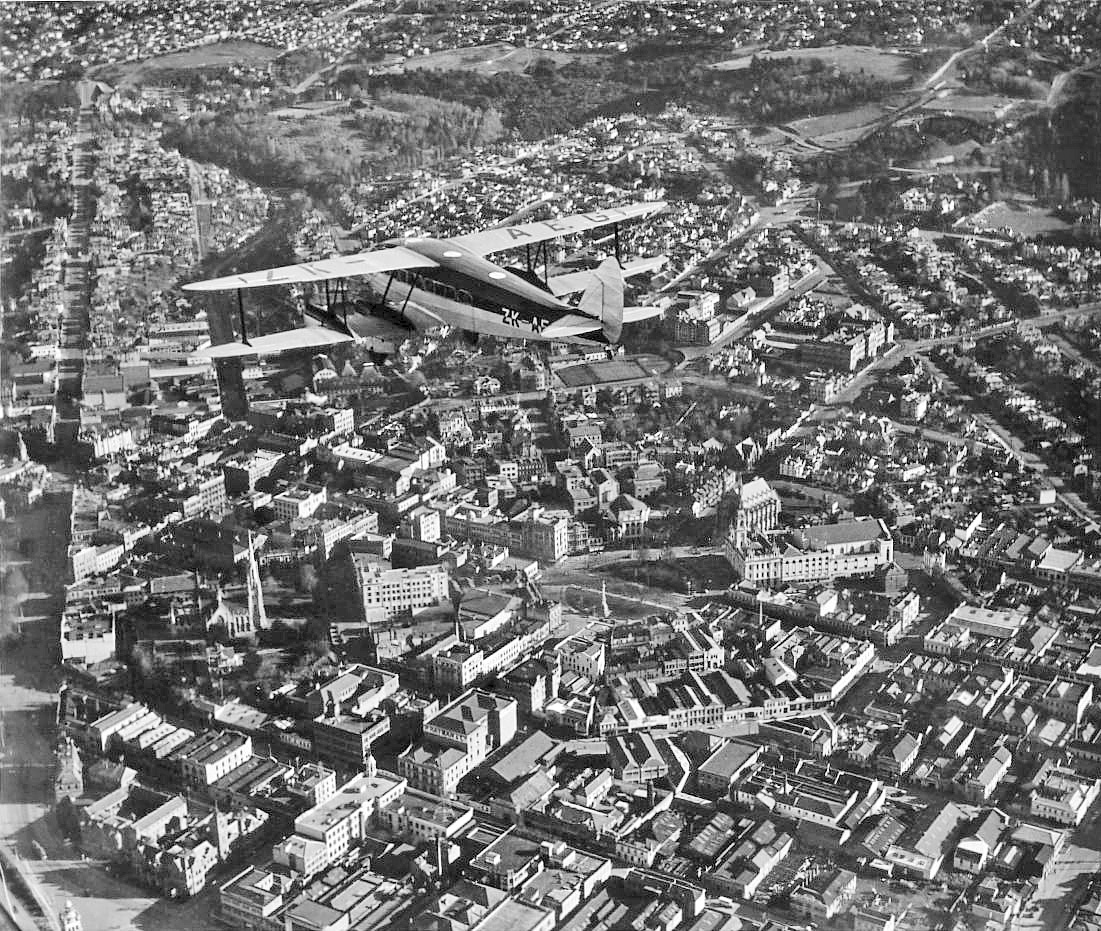
Un De Havilland DH.86 de Union Airways of New Zealand vuela sobre Dunedin.

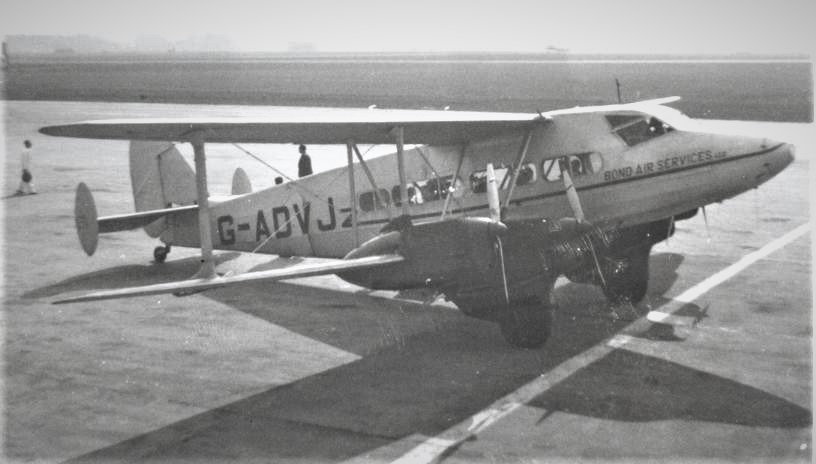
DH.86B G-ADVJ de la aerolínea chárter Bond Air Services en el Liverpool (Speke) Airport en marzo de 1950. Nótense las extensiones tipo "Zulu Shield" en los planos de cola.

Los DH.86 de dos pilotos fueron fabricados por encargo de Imperial Airways y recibieron la denominación de clase Diana; estos aparatos fueron utilizados en las rutas aéreas europeas e imperiales, incluyendo el servicio entre Jartúm y Lagos.
Otra aerolínea que realizó pedidos de aeronaves DH.86 fue la neozelandesa Union Airways para sus vuelos entre Auckland, Palmerston y Wellington. Durante la Segunda Guerra Mundial, los aviones neozelandeses fueron equipados con compartimentos para bombas para que, llegado el momento, la RNZAF pudiera utilizarlos en repeler posibles ataques japoneses. Aquellos que sobrevivieron a la guerra fueron utilizados por la New Zealand National Airways Corporation (NAC).
Hasta el estallido de la Segunda Guerra Mundial se utilizaron en servicios comerciales en Australia y Nueva Guinea un total de quince DH.86 y DH.86B. Ocho de ellos fueron empleados durante la guerra por la Real Fuerza Aérea Australiana bajo la serie de denominaciones A31-1 a A31-8. Algunos fueron usados como ambulancias aéreas en Oriente Medio, mientras que otros fueron dedicados en Nueva Guinea y Australia a realizar tareas menos peligrosas de transporte y como ambulancias aéreas.
Se construyeron un total de 62 DH.86 de ambos tipos, y la mayor parte de ellos siguieron volando por Europa realizando tareas militares, sobre todo de comunicaciones y de entrenamiento de navegación aérea asistida por radio. Pocos sobrevivieron a la guerra.

### Deficiencias técnicas
Debido a sus problemas de estabilidad direccional, los DH.86 sufrían percances a menudo. Los aviones de Holyman VH-URN Miss Hobart y VH-URT Loina se perdieron en el Estrecho de Bass el 19 de octubre de 1934 y el 2 de octubre de 1935 respectivamente. En esos momentos no se sospechaba que el motivo de la desaparición del Miss Hobart era un error en el diseño, sino que fue atribuida a un accidente posiblemente acaecido cuando el capitán Jenkins y el operador de radio y copiloto Victor Holyman se intercambiaban las posiciones. Tras la pérdida del VH-USG de Qantas cerca de Longreach (Queensland) un mes después, y el posterior análisis de los restos, se descubrieron algunos fallos en los mecanismos de los planos de deriva de cola, algo que dio pie a pensar si ese había sido el motivo de los accidentes anteriores. La investigación de los restos del Loila reveló la existencia de una sección de moqueta quemada en el suelo justo enfrente de la puerta de los servicios. Se pensó que un pequeño incendio causado por una colilla hizo que alguien corriese para pisarla y esta sofocación pudo terminar provocando un cambio repentino en la distribución del peso, algo que a su vez llevó al avión a una pérdida total del control mientras se encontraba realizando una aproximación a baja velocidad.
Tras una serie de accidentes fatales ocurridos en Europa en 1936, el Centro de Experimentación de Aviones y Armamento de la Real Fuerza Aérea británica se dedicó a estudiar el diseño del DH.86. Pasarían 40 años hasta que se publicase el correspondiente informe, que pasó por ser una de las críticas más fuertes que se hizo jamás al diseño de un avión comercial fabricado en serie. El DH.86 había pasado demasiado rápido de la mesa de diseño a la construcción del primer prototipo, pues todos estos trabajos fueron realizados en apenas 4 meses y sin detenerse en detalles para poder cumplir las condiciones de los contratos del Correo Aéreo Australiano. Era un aparato demasiado grande para los motores que montaba, las alas tendían a retorcerse si se manejaban los alerones de forma brusca y, lo peor, el área de alguno de los planos de cola era incorrecta. El resultado fue un avión que, aunque bastante seguro en condiciones normales, podía quedar fácilmente fuera de control bajo determinados regímenes de vuelo.  
Aunque los problemas de control fueron corregidos en los últimos DH.86B fabricados, los resultados de las pruebas no habían sido comunicados a las autoridades australianas, de modo que seguían volando DH.86 a los que no se habían modificado las partes problemáticas. Esto terminó por causar más accidentes, de los cuales dos fueron fatales. Mientras que en el fallo en pleno vuelo y durante una tormenta del VH-USE Sydney de Qantas en las proximidades de Brisbane en 1942, la pérdida de las vidas de sus nueve ocupantes fue prácticamente inevitable, la del avión VH-USF ex Qantas operado por MacRobertson Miller Airlines en Geraldton el 24 de junio de 1945 no lo era. En su primer vuelo comercial para sus nuevos propietarios tras realizar tareas militares, el piloto y un pasajero fallecieron al quedar el aparato fuera de control mientras intentaban despegar con una gran carga a bordo y viento racheado.

### Consecuencias políticas y comerciales
Tras los tres accidentes fatales de los DH.86 australianos y el aterrizaje forzoso que el piloto del VH-USW Lepena realizó al creer que el avión estaba a punto de fallar en pleno vuelo, el Gobierno australiano decidió revocar temporalmente el Certificado de Aptitud del modelo. Esto fue considerado en el Reino Unido como una afrenta a toda la industria aeronáutica británica. De hecho, el DH.86 se había acercado a los límites de lo que la construcción tradicional con contrachapado podía soportar, pero resultaba obsoleto ante los aviones de aluminio como el 247 o el DC-1, que ya habían alzado el vuelo antes del que el DH.86 fuese diseñado. Gracias a la presión de Holyman y de otras compañías, en 1936 el Gobierno australiano levantó la prohibición de importar aeronaves desde Estados Unidos, de manera que en los siguientes 25 años la flota comercial australiana estuvo compuesta en gran parte de aviones de esta procedencia.

## Variantes
DH.86
Primera versión cuatrimotor de transporte. 32 construidos, los cuatro primeros con cabina para un piloto.
DH.86A
Esta versión introducida a finales de 1935 exhibía un parabrisas modificado, timón de dirección metálico, patas neumáticas del tren de aterrizaje, mayores frenos y rueda de cola; se fabricaron 20 ejemplares, la mayoría de los cuales se convirtieron al estándar DH.86B en 1937; la producción incluyó cuatro aviones para la RAF, dos para la Escuela de Radio de Cranwell, y dos para el 24.º Escuadrón basado en Hendon; otros fueron requisados para usos militares durante la guerra.
DH.86B
Conversiones del DH.86A con pequeñas derivas auxiliares en la punta de los estabilizadores, que se instalaron tras un accidente ocurrido en septiembre de 1936, seguido de una investigación en Martlesham y el correspondiente informe que criticaba el mando del timón de dirección y de los alerones; los DH.86B de nueva construcción tenían también estabilizadores con cuerda incrementada en las puntas e incorporaba algunas mejoras en la articulación de los alerones. 10 construidos.

## Operadores
♠ Operadores originales

### Civiles
Australia
- Australian National Airways[1]
- Holyman's Airways[1] ♠
- MacRobertson Miller Airlines[1]
- Qantas[1] ♠
- W.R. Carpenter[1] ♠

 Baréin
- Gulf Aviation[1]

 Egipto
- Misr Airwork[1] ♠

 India
- Tata Airlines[1]

 Irlanda
- Aer Lingus[1]

 Nigeria
- Elders Colonial Airways[4]

 Nueva Zelanda
- Union Airways of New Zealand[1] ♠
- National Airways Corporation

 Reino Unido
- Allied Airways[1] ♠
- Blackpool and West Coast Air Services[1] ♠
- British Airways[1] ♠
- Hillman's Airways[5]
- Imperial Airways[1] ♠
- Jersey Airways[1] ♠
- Lancashire Aircraft Corporation[1]
- Peacock Air Charter[1]
- Railway Air Services[1] ♠
- Skytravel[1]
- Western Airways[1]
- Wrightways[1]

 Singapur
- Wearne Brothers Limited[1]

 Turquía
- Turkish Airlines Turkish State Airlines (Devlet Hava Yollari)[1]♠

 Uruguay
- PLUNA[1]

### Militares
Australia
- Real Fuerza Aérea Australiana[1]

 Finlandia
- Fuerza Aérea Finlandesa

 Nueva Zelanda
- Real Fuerza Aérea de Nueva Zelanda[1]

 Reino Unido
- Real Fuerza Aérea[1]
- Marina Real–Fleet Air Arm[1]

## Especificaciones (DH.86B)
Referencia datos: De Havilland Aircraft since 1909, Jane's All the World's Aircraft 1938

### Características generales
- Tripulación: Dos (piloto y copiloto)
- Capacidad: 10-16 pasajeros
- Longitud: 14,1 m (46,1 ft)
- Envergadura: 19,7 m (64,5 ft)
- Altura: 4 m (13 ft)
- Superficie alar: 59,6 m² (641,5 ft²)
- Perfil alar: RAF 34 modified[8]
- Peso vacío: 2785 kg (6138,1 lb)
- Peso cargado: 4649 kg (10 246,4 lb)
- Planta motriz: 4× motor lineal invertido de 6 cilindros refrigerado por aire De Havilland Gipsy Six I.
  - Potencia: 150 kW (207 HP; 204 CV) cada uno.
- Hélices: Bipala de paso fijo
- Alargamiento: 12,3
- Capacidad de combustible: 5205 L en dos depósitos de los carenados del tren de aterrizaje

### Rendimiento
- Velocidad máxima operativa (Vno): 267 km/h (166 MPH; 144 kt) a nivel del mar
- Velocidad crucero (Vc): 229 km/h (142 MPH; 124 kt) a 305 m (1000 pies)
- Alcance: 1220 km (659 nmi; 758 mi)
- Techo de vuelo: 5300 m (17 388 ft)
- Régimen de ascenso: 4,7 m/s (925 ft/min)
- Techo absoluto: 5944 m (19 500 pies)
- Techo absoluto con un motor inoperativo: 3962 m (13 000 pies)
- Techo absoluto con dos motores inoperativos: 610-1219 m (2000-4000 pies) dependiendo de la combinación
- Tiempo a altitud:
  - 6 min 30 s para 1524 m (5000 pies)
  - 15 min para 3048 m (10 000 pies)

## Aeronaves relacionadas

### Desarrollos relacionados
- de Havilland Dragon
- de Havilland Dragon Rapide

### Secuencias de designación
- Secuencia DH._ (interna de de Havilland): ← DH.83 - DH.84 - DH.85 - DH.86 - DH.87 - DH.88 - DH.89 →
- Secuencia A_ (Segunda Serie de la RAAF, 1935-1963): ← A29 - A30 - A30 - A31 - A32 - A33 - A34 →